# Dick Hogan
Pour les articles homonymes, voir Hogan.
Dixon Howard « Dick » Hogan (27 novembre 1917-18 août 1995) est un acteur américain des années 1930 et 1940. Au cours d'une de carrière de 12 ans, il apparaît dans plus de trois douzaines de films, dans des rôles variés allant de portiers anonymes à des rôles principaux et vedettes. Sa dernière apparition au cinéma fut en tant que victime du meurtre dans La Corde d'Alfred Hitchcock.